# Démographie de Malte
Les statistiques sur la démographie de Malte proviennent de la dernière publication du National Statistics Office of Malta - NSO - la Demographic Review 2010.
Bien qu'il s'agisse du pays le moins peuplé de l'Union européenne, il en est le plus densément peuplé avec plus de 1 400 habitants par kilomètre carré et est classé 4e au niveau mondial derrière Monaco, Singapour et le Vatican.

## Évolution de la population

### Avant 1900
Les données historiques sur la démographie de l'archipel maltais sont très parcellaires avant le XIXe siècle. Elle proviennent de quatre historiens, Brian Blouet, Jacques Godechot, Charles Dalli et M. Miège. 
| Année | Nombre d'habitants     |
| ----- | ---------------------- |
| 1241  | entre 5 000 et 9 000   |
| 1420  | entre 10 000 et 30 000 |
| 1430  | entre 7 000 et 27 000  |
| 1530  | entre 29 659 et 33 000 |
| 1565  | 10 000                 |
| 1582  | 20 000                 |
| 1590  | 32 290                 |
| 1617  | 43 798                 |
| 1632  | 51 750                 |
| 1667  | 53 155                 |
| 1690  | 50 000                 |
| 1770  | 70 000                 |
| 1798  | 100 000                |
| 1807  | 93 054                 |
| 1823  | 112 204                |
| 1829  | 114 236                |
| 1842  | 114 499                |
| 1851  | 123 496                |
| 1861  | 134 055                |
| 1871  | 141 775                |
| 1881  | 149 782                |
| 1891  | 165 037                |

| Année | Nombre d'habitants     |
| ----- | ---------------------- |
| 1241  | entre 5 000 et 9 000   |
| 1420  | entre 10 000 et 30 000 |
| 1430  | entre 7 000 et 27 000  |
| 1530  | entre 29 659 et 33 000 |
| 1565  | 10 000                 |
| 1582  | 20 000                 |
| 1590  | 32 290                 |
| 1617  | 43 798                 |
| 1632  | 51 750                 |
| 1667  | 53 155                 |
| 1690  | 50 000                 |
| 1770  | 70 000                 |
| 1798  | 100 000                |
| 1807  | 93 054                 |
| 1823  | 112 204                |
| 1829  | 114 236                |
| 1842  | 114 499                |
| 1851  | 123 496                |
| 1861  | 134 055                |
| 1871  | 141 775                |
| 1881  | 149 782                |
| 1891  | 165 037                |

### De 1900 à 1955
| Année | Population | Naissances | Décès | Croissance | Taux brut de natalité (pour 1000) | Taux brut de mortalité (pour 1000) | Taux brut de croissance (pour 1000) |
| ----- | ---------- | ---------- | ----- | ---------- | --------------------------------- | ---------------------------------- | ----------------------------------- |
| 1901  | 184 742    |            |       |            |                                   |                                    |                                     |
| 1911  | 211 564    |            |       |            |                                   |                                    |                                     |
| 1921  | 212 258    |            |       |            |                                   |                                    |                                     |
| 1931  | 241 621    |            |       |            |                                   |                                    |                                     |
| 1935  | 256 000    | 8 701      | 6 018 | 2 683      | 34.0                              | 23.5                               | 10.5                                |
| 1940  | 270 000    | 8 808      | 6 144 | 2 664      | 32.6                              | 22.8                               | 9.9                                 |
| 1945  | 283 000    | 10 998     | 4 016 | 6 982      | 38.9                              | 14.2                               | 24.7                                |
| 1950  | 312 000    | 10 281     | 3 224 | 7 057      | 33.0                              | 10.3                               | 22.6                                |
| 1955  | 314 000    | 8 560      | 2 683 | 5 877      | 27.3                              | 8.5                                | 18.7                                |

### De 1960 à 2015
| Année              | Population (au 1er janvier) | Naissances | Taux de natalité (‰) | Taux de fécondité (enfants par femme) | Décès | Taux de mortalité (‰) | Taux de variation naturelle (‰) | Solde migratoire | Croissance démographique (‰) |
| ------------------ | --------------------------- | ---------- | -------------------- | ------------------------------------- | ----- | --------------------- | ------------------------------- | ---------------- | ---------------------------- |
| 1960               | 327 200                     | 8 565      | 26,2                 |                                       | 2 819 | 8,6                   | 17,6                            | - 7 046          | - 4,0                        |
| 1965               | 320 600                     | 5 628      | 17,7                 |                                       | 3 001 | 9,4                   | 8,2                             | - 6 227          | - 11,3                       |
| 1970               | 302 500                     | 5 314      | 17,6                 |                                       | 3 070 | 10,1                  | 7,4                             | - 1 944          | 1,0                          |
| 1975               | 301 892                     | 5 724      | 18,8                 |                                       | 2 900 | 9,5                   | 9,3                             | 1 835            | 15,3                         |
| 1980               | 315 262                     | 5 602      | 17,7                 |                                       | 3 216 | 10,2                  | 7,5                             | 380              | 8,7                          |
| 1985               | 331 997                     | 5 430      | 16,1                 |                                       | 2 837 | 8,4                   | 7,7                             | 6 317            | 26,5                         |
| 1990               | 352 430                     | 5 368      | 15,2                 | 2,04                                  | 2 745 | 7,8                   | 7,4                             | 857              | 9,8                          |
| 1995               | 376 433                     | 4 613      | 12,2                 | 1,77                                  | 2 708 | 7,2                   | 5,0                             | 66               | 5,2                          |
| 2000               | 388 759                     | 4 392      | 11,3                 | 1,68                                  | 2 941 | 7,5                   | 3,7                             | 1 205            | 6,8                          |
| 2005               | 402 668                     | 3 858      | 9,6                  | 1,38                                  | 3 132 | 7,8                   | 1,8                             | 1 605            | 5,8                          |
| 2010               | 414 027                     | 3 898      | 9,4                  | 1,36                                  | 3 010 | 7,3                   | 2,1                             | 74               | 2,3                          |
| 2015               | 429 344                     | 4 325      | 10,0                 | 1,45                                  | 3 442 | 8,0                   | 2,0                             | 4 176            | 11,7                         |
| Source : Eurostat, |                             |            |                      |                                       |       |                       |                                 |                  |                              |

### Courbe d'évolution de la population depuis 1900
La courbe d'évolution de la population totale depuis 1900 est la mise en graphique des chiffres extraits du tableau ci-dessus.

### Projection démographique
L'évolution probable de la taille et de la structure de la population fait l'objet d'une projection tenant compte des tendances actuelles de l'évolution de la population avec comme année de référence 2015 :
| Année             | Population (au 1er janvier) - Projection de référence |
| ----------------- | ----------------------------------------------------- |
| 2020              | 452 542                                               |
| 2030              | 488 632                                               |
| 2040              | 505 921                                               |
| 2050              | 513 081                                               |
| 2060              | 519 214                                               |
| 2070              | 520 864                                               |
| 2080              | 517 254                                               |
| Source : Eurostat |                                                       |

## Sources
- Statistiques du NSO National Statistics Office of Malta
- Statistique de la CIA
- Statistique de l’ONU